# Heinrich Friedrich von Logau und Altendorff
Heinrich Friedrich Graf von Logau und Altendorff (geb. 16. November 1697; gest. 15. Januar 1771) war ein preußischer Landrat.

## Leben
Heinrich Friedrich Graf von Logau und Altendorff war Angehöriger des schlesischen Adelsgeschlechts Logau. Er war preußischer Kammerherr, Erbherr auf Reuthau, Suckau, Schwiesen und Bohrau und wurde 1733 in den böhmischen Grafenstand erhoben. 1742 wurde er zum ersten Landrat des Kreises Sprottau ernannt. Das Amt übte er bis zum Jahr 1752 aus. Nachfolger wurde sein zweiter Sohn Carl Christian Heinrich von Logau und Altendorff.

## Persönliches
Heinrich Friedrich Graf von Logau und Altendorff war mit Juliana Sophia (1697–1769), Tochter des Valentin Leonhard von Lüttwitz, verheiratet. Die Kinder aus dieser Ehe waren:
- Friedrich Leonhard Rudolph Graf von Logau und Altendorff (1733–1776), Erbherr auf Schwusen und Tschwirtschen.
- Carl Christian Heinrich Graf von Logau und Altendorff (1735–1796), preußischer Kammerpräsident und Landrat des Kreises Sprottau.
- Henriette Wilhelmine Juliane Gräfin von Logau und Altendorff (1738–1781), seit dem 25. Februar 1762 verheiratet mit dem preußischen Generalmajor und Oberstallmeister Friedrich Albert von Schwerin (1717–1789).[3][4]